# Установка виробництва олефінів у Тенчжоу
Установка виробництва олефінів у Тенчжоу — виробництво нафтохімічної промисловості у приморській провінції Шаньдун.
У 2010-х роках в Китаї на додачу до продукування олефінів із нафтохімічної сировини почався розвиток індустрії їх виробництва з метанолу. При цьому якщо на півночі країни споруджували переважно інтегровані вуглехімічні комплекси, то у приморських провінціях створили цілий ряд підприємств, котрі використовували покупну сировину. Так, у 2014 році в Тенчжоу ввели в експлуатацію установку компанії Shandong Shenda Chemical Industry (входить до Levima Group). Вона потребує 1 млн тонн метанолу на рік та здатна продукувати 170 тисяч тон етилена і 200 тисяч тон пропілена.
Випущені установкою олефіни споживаються розташованими на майданчику виробництвами етиленвінілацетату (100 тисяч тон), оксиду етилена (120 тисяч тон на рік) та поліпропілена (200 тисяч тон).